# Haymarket (Edinburgh)
Haymarket ist ein Stadtteil von Edinburgh, der Hauptstadt von Schottland, und liegt am Westrand der Innenstadt. 

## Sehenswürdigkeiten
- Der Bahnhof Edinburgh Haymarket (gälisch: Margadh an Fheòir), offiziell und in allen Fahrplänen nur Haymarket genannt, ist ein Fern- und Regionalbahnhof, der zweitgrößte nach dem Hauptbahnhof, Waverley Station.
- Murrayfield Stadium
- The Edinburgh Conference Centre
- Water of Leith walkway/bikeway

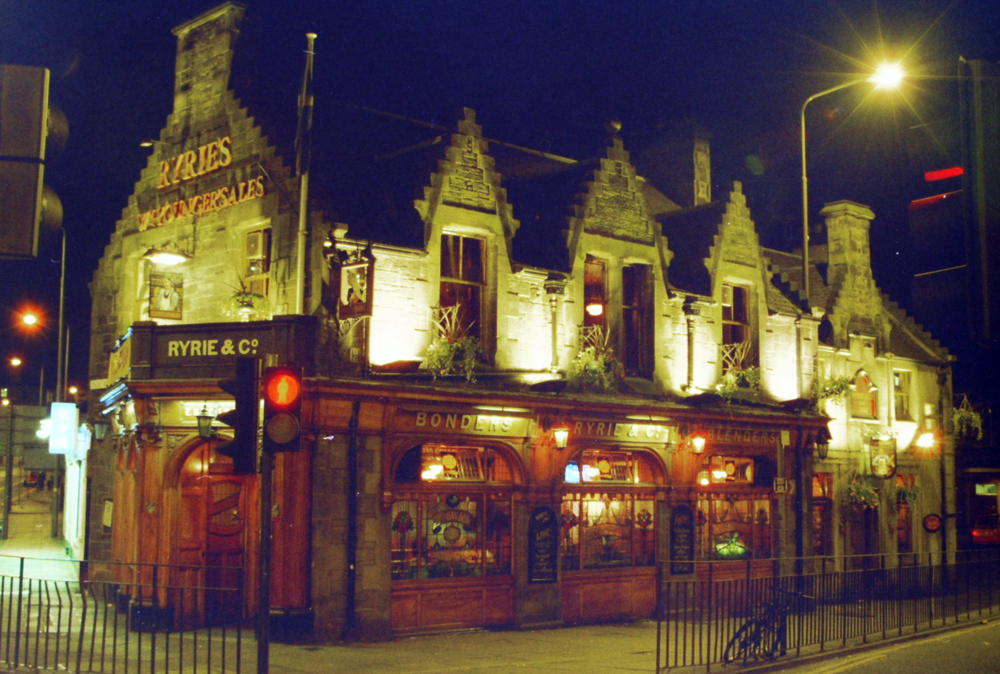
Pub am Haymarket Terrace
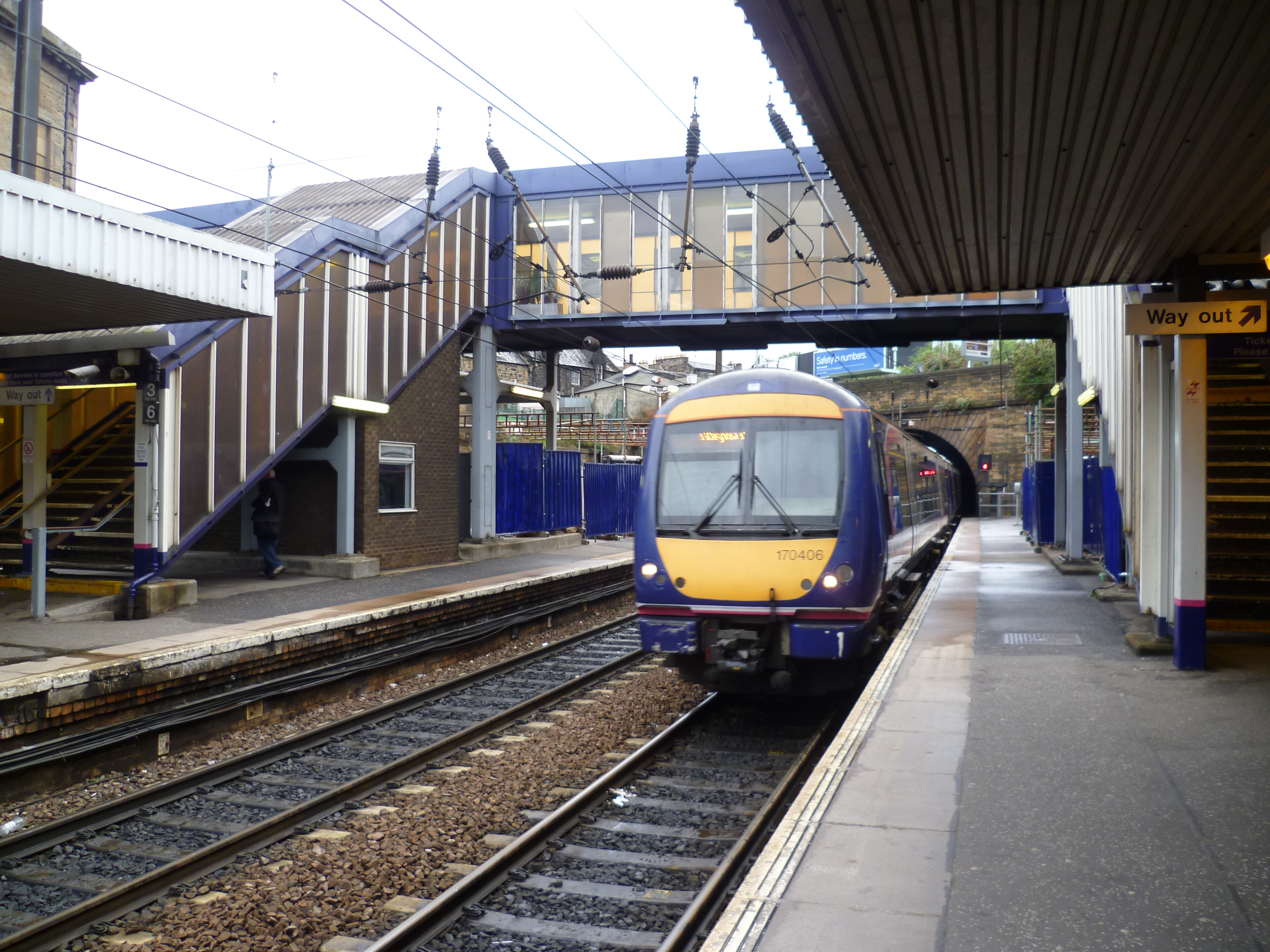
Haymarket Station
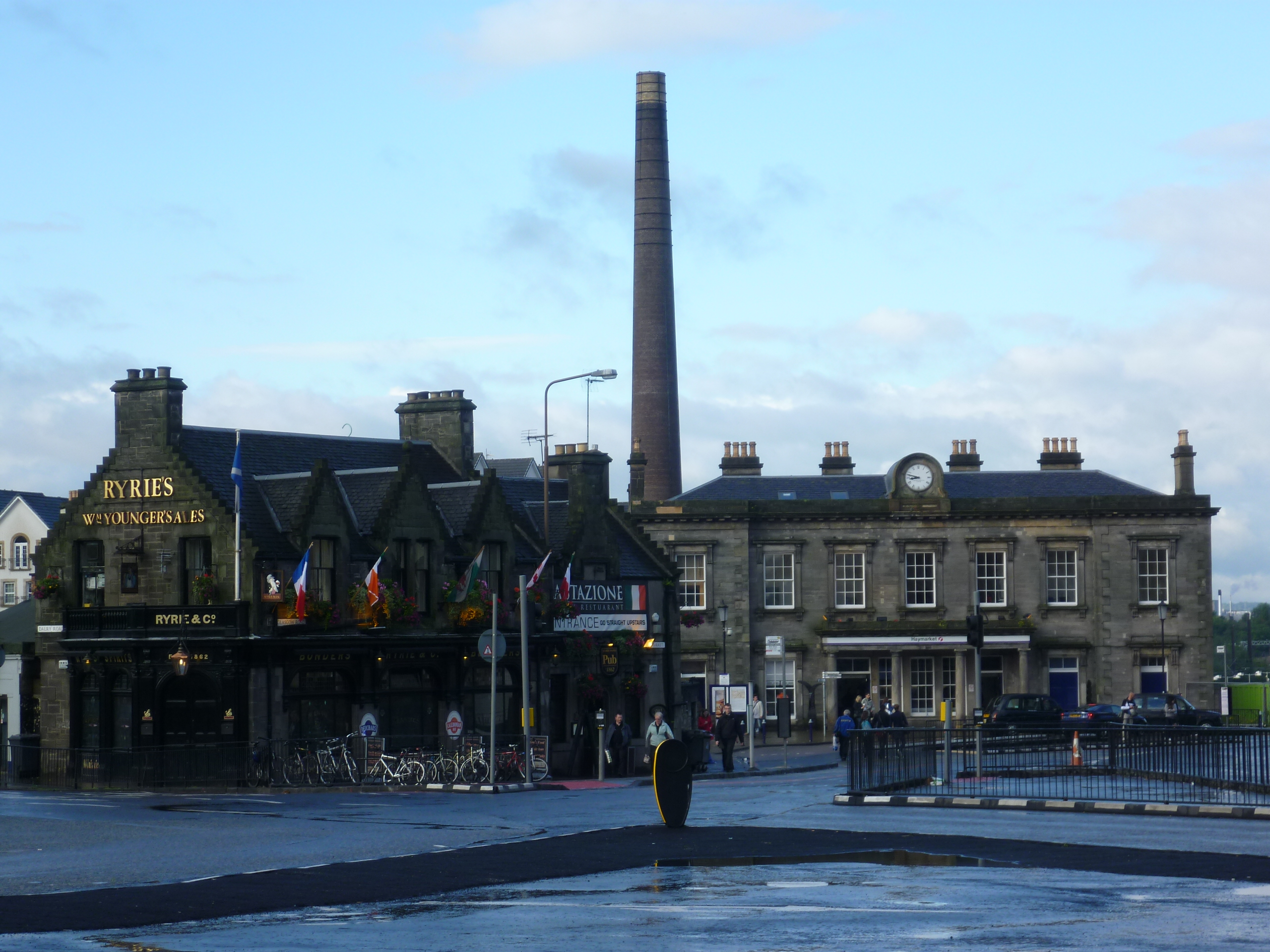
Haymarket junction